# Кучук (сибирский царевич)
Кучук — сибирский царевич, хан, сын Аблай-Гирея и правнук хана Кучума. 

## Биография
Был сыном хана Аблай-Гирея; о его ранней жизни ничего неизвестно. 
В 1651 году вместе с Девлет-Гиреем командовал татарскими отрядами, которые участвовали в разгроме Далматовского Успенского монастыря; монастырь и постройки были сожжены, а монахи и монастырские слуги убиты или угнаны в плен. 
После смерти Девлет-Гирея возглавил род Кучумовичей.
Во время Башкирского восстания вёл переговоры с повстанцами, но не был руководителем их восстания во время их набегов. Помимо этого сохранились сведения о его переговорах с воеводами, которые были наместниками сибирских городов, а также с царём Алексеем Михайловичем, в грамотах к которым он называл себя татарином, и свой народ - татарами Был провозглашён башкирами ханом.
Примерно в 1670-х годах Кучук и его сторонники ушли к каракалпакам, дальнейшая его судьба неизвестна.